# Ербах (Рейнланд-Пфальц)
Ербах (нім. Erbach) — громада в Німеччині, розташована в землі Рейнланд-Пфальц. Входить до складу району Рейн-Гунсрюк. Складова частина об'єднання громад Райнбеллен.
Площа — 1,65 км2. Населення становить 276 ос. (станом на 31 грудня 2020).